# فر بلاف (کارولینای شمالی)
فر بلاف (به انگلیسی: Fair Bluff) شهری در ایالت کارولینای شمالی کشور ایالات متحده آمریکا است که جمعیت آن در سرشماری سال ۲۰۱۰ میلادی، ۹۵۱ نفر بوده‌است.